# Alex Rose (série télévisée)
Pour les articles homonymes, voir Alex Rose.
Alex Rose (Courting Alex) est une série télévisée américaine en douze épisodes de 22 minutes, créée par Rob Hanning et dont seulement huit épisodes ont été diffusés entre le 23 janvier 2006 et le 29 mars 2006 sur le réseau CBS.
En France, la série a été diffusée à partir du 22 février 2007 sur Fox Life.

## Synopsis
Elfman dépeint Alex Rose, une procureur qui travaille avec son père Bill dans son cabinet juridique. Alex a des difficultés à trouver l'amour. Son père veut qu'elle s'installe avec son collègue Stephen, l'avocat vedette de la société qui est fou d'elle. Elle préfère Scott, le propriétaire d'un bar qu'elle rencontre dans le premier épisode, ce que son père n'approuve pas. Alex écoute les conseils de son assistante Molly et de son voisin britannique Julian.

## Distribution
- Jenna Elfman (V. F. : Maïk Darah) : Alex Rose
- Josh Randall (V. F. : Laurent Morteau) : Scott Larson
- Jillian Bach (V. F. : Laurence Sacquet) : Molly
- Josh Stamberg (V. F. : Antoine Nouel) : Stephen
- Hugh Bonneville (V. F. : Pierre-Arnaud Juin) : Julian
- Dabney Coleman (V. F. : Michel Ruhl) : Bill Rose
Version française
  - Société de doublage : Studio SOFI[1]
  - Direction artistique : Antoine Nouel[1]
  - Adaptation des dialogues : Liliane Rousset et Jean-Yves Luley[1]

Source V. F. : Doublage Séries Database

## Épisodes
1. Baisers volés (A Tale of Two Kisses)
2. Qui sort avec Alex ? (Is She Really Going Out With Him?)
3. Les Petits Riens (Girlfriend)
4. Meilleur Ami contre petit ami (New Best Friend)
5. Alex joue les entremetteuses (The Fix-Up)
6. Joyeux Anniversaire (Birthday)
7. Le Matelas (The Mattress)
8. Un atout de poids (Big Client)
9. Alex en fait trop (The Perfect Couple)
10. Ma meilleure ennemie (You Complete Me)
11. Mauvaise Langue (Alex Looks Out for Stephen)
12. Une belle histoire (A Moving Story)